# Liên Am
Liên Am là một xã thuộc huyện Vĩnh Bảo, thành phố Hải Phòng, Việt Nam.
Xã Liên Am có diện tích 6,63 km², dân số năm 1999 là 6111 người, mật độ dân số đạt 922 người/km².